# ちびっこスター誕生!
『ちびっこスター誕生!』（ちびっこスターたんじょう）は、日本テレビ系列ほかで放送されていた日本テレビ製作のバラエティ番組である。全12回。日本テレビ系列では1987年1月7日から同年3月25日まで、毎週水曜 19時00分 - 19時30分（日本標準時）に放送。
子役の候補生をオーディションで選考していた番組で、歌・お笑い・芝居のいずれかを得意とする子供（保育園児・幼稚園児・小学生）を公募していた。司会は宮尾すすむと榊原郁恵が、審査員は笑福亭鶴光が務めていた。
太神楽師の鏡味仙志郎は小学生時代に本番組に出場したことがあり、司会の宮尾が急逝した際にTwitterで「楽しく絡んでもらった」と当時の思い出を述べた。

## 放送リスト
| 回 | 放送日 （1987年） | サブタイトル         |
| -- | ----------------- | -------------------- |
| 1  | 1月7日            | 集まれチビッコ大天才 |
| 2  | 1月14日           | 姉妹ペア大熱演!!     |
| 3  | 1月21日           | 大ボケ!? 爆笑トリオ  |
| 4  | 1月28日           | 落語VS命火演歌       |
| 5  | 2月4日            | 悪がき漫才ナンバ街   |
| 6  | 2月11日           | ものまね桃子大熱演！ |
| 7  | 2月18日           | 熱演！森昌子二世     |
| 8  | 2月25日           | 激戦！最高得点者続出 |
| 9  | 3月4日            | 大熱唱！美人三姉妹   |
| 10 | 3月11日           | お見事！兄妹曲芸師   |
| 11 | 3月18日           | 大逆転！満点演歌     |
| 12 | 3月25日           | 対決！天城越え×命船  |

参考：『朝日新聞縮刷版』朝日新聞社、1987年1月7日 - 同年3月25日付のラジオ・テレビ欄。

## 放送局
特筆の無い限り全て同時ネット。
- 日本テレビ（制作局）
- 北日本放送[2]
- 福井放送[2]